# Yegor Guerásimov
Yegor Guerásimov (Егор Гера́симов; Minsk, 11 de noviembre de 1992) es un tenista profesional bielorruso.

## Carrera
Su mejor ranking individual es el N.º 65 alcanzado el 24 de febrero de 2020, mientras que en dobles logró la posición 263 el 2 de marzo de 2015.
Ha ganado seis títulos Challenger en individuales y uno en dobles. Su mejor actuación fue llegar a la final del torneo de Pune el 2020, la cual perdió contra Jiří Veselý por 6-7 (2), 7-5, 3-6.

### Copa Davis
Desde el año 2013 es participante del Equipo de Copa Davis de Bielorrusia. Tiene en esta competición un récord total de partidos ganados/perdidos de 4/2 (3/2 en individuales y 1/0 en dobles).

## Títulos ATP (0; 0+0)

### Individual (0)
| Leyenda                         |
| Grand Slam (0)                  |
| ATP World Tour Finals (0)       |
| Next Gen ATP Finals (0)         |
| ATP World Tour Masters 1000 (0) |
| ATP World Tour 500 (0)          |
| ATP World Tour 250 (0)          |

#### Finalista (1)
| N.º | Fecha                | Torneo | Superficie | Oponente en la final | Resultado        |
| --- | -------------------- | ------ | ---------- | -------------------- | ---------------- |
| 1.  | 9 de febrero de 2020 | Pune   | Dura       | Jiří Veselý          | 6-7(2), 7-5, 3-6 |

## Títulos en Challengers (7; 6+1)

### Individuales (6)
| N.º | Fecha                   | Torneo                     | Superficie | Oponente en la final | Resultado         |
| --- | ----------------------- | -------------------------- | ---------- | -------------------- | ----------------- |
| 1.  | 15 de noviembre de 2015 | Challenger de Bratislava   | Dura (i)   | Lukáš Lacko          | 7–6 (1), 7–6 (5)  |
| 2.  | 2 de abril de 2017      | Challenger de Saint-Brieuc | Dura (i)   | Tobias Kamke         | 7–6 (3), 7–6 (5)  |
| 3.  | 13 de mayo de 2017      | Challenger de Qarshi       | Dura       | Cem Ilkel            | 6–3, 7–6 (4)      |
| 4.  | 23 de julio de 2017     | President's Cup            | Dura       | Mikhail Kukushkin    | 7–6 (9), 4–6, 6–4 |
| 5.  | 12 de mayo de 2018      | Challenger de Qarshi (2)   | Dura       | Sergey Betov         | 7–6 (3), 2–0 Ret. |
| 6.  | 7 de julio de 2019      | Challenger de Recanati     | Dura       | Roberto Marcora      | 6–2, 7–5          |

#### Finalista individuales (1)
| N.º | Fecha                 | Torneo                | Superficie | Oponente en la final  | Resultado    |
| --- | --------------------- | --------------------- | ---------- | --------------------- | ------------ |
| 1.  | 14 de febrero de 2016 | Challenger de Bérgamo | Dura (i)   | Pierre-Hugues Herbert | 3–6, 6–7 (5) |

### Dobles (1)
| N.º | Fecha                 | Torneo                    | Superficie | Pareja                | Oponentes en la final            | Resultado            |
| --- | --------------------- | ------------------------- | ---------- | --------------------- | -------------------------------- | -------------------- |
| 1.  | 22 de febrero de 2015 | Challenger de Nueva Delhi | Dura       | Alexander Kudryavtsev | Riccardo Ghedin Toshihide Matsui | 6–7 (5), 6–4, [10–6] |

#### Finalista dobles (1)
| N.º | Fecha                 | Torneo            | Superficie | Pareja           | Oponentes en la final     | Resultado            |
| --- | --------------------- | ----------------- | ---------- | ---------------- | ------------------------- | -------------------- |
| 1.  | 27 de octubre de 2013 | Kazan Kremlin Cup | Dura (i)   | Dzmitry Zhyrmont | Radu Albot Farrukh Dustov | 6–2, 6–7 (3), [10–7] |